# Maria Rosa Quario
Maria Rosa Carla Anita Quario detta Ninna (Milano, 24 maggio 1961) è una giornalista ed ex sciatrice alpina italiana.

## Biografia

### Carriera sciistica
Specialista delle prove tecniche, in Coppa del Mondo ottenne il primo risultato di rilievo l'8 gennaio 1979 sulle nevi di Les Gets giungendo 7ª nello slalom speciale vinto dall'austriaca Regina Sackl e il 27 gennaio si aggiudicò la prima vittoria, nonché primo podio, a Mellau nella medesima specialità, precedendo nell'ordine l'austriaca Annemarie Moser-Pröll e la francese Perrine Pelen; nella stessa stagione riuscì a ottenere anche un altro podio sulla pista di Maribor, 3ª alle spalle della liechtensteinese Hanni Wenzel e della tedesca occidentale Christa Kinshofer. L'anno dopo partecipò ai XIII Giochi olimpici invernali di Lake Placid 1980, suo esordio olimpico, dove terminò 4ª, ai piedi del podio per soli 3 centesimi di secondo, nella gara di slalom speciale vinta dalla Wenzel davanti alla Kinshofer e alla svizzera Erika Hess; non terminò invece lo slalom gigante.
La stagione 1980-1981 fu relativamente avara di soddisfazioni, tranne che per un podio ottenuto sul tracciato di casa di Piancavallo, risultato che bissò l'anno successivo quando fu anche al cancelletto di partenza delle gare dei Mondiali di Schladming 1982, dove si classificò 12ª nello slalom gigante e 5ª nello slalom speciale,  gara in cui era in testa al termine della prima manche. Al termine dell'annata riuscì a classificarsi 10ª nella classifica generale di Coppa del Mondo, il suo miglior piazzamento in carriera. Raggiunse l'apice della carriera nella stagione 1982-1983, vincendo due slalom speciali, a Les Diablerets e a Vysoké Tatry: successi che, assieme ad altri piazzamenti di rilievo, le consentirono di giungere 3ª nella Coppa del Mondo di specialità.
Salì per l'ultima volta sul gradino più alto del podio in Coppa del Mondo, sempre tra i pali stretti, il 14 dicembre 1983 a Sestriere, e ai successivi XIV Giochi olimpici invernali di Sarajevo 1984, sua ultima presenza olimpica, concluse 7ª nello slalom speciale vinto dalla connazionale Paoletta Magoni. In Coppa del Mondo ottenne l'ultimo podio il 19 marzo 1985 a Park City in slalom speciale (3ª) e l'ultimo piazzamento della sua attività agonistica il 9 febbraio 1986 a Vysoké Tatry nella medesima specialità (11ª).

#### Bilancio della carriera
Atleta dal fisico minuto specialista dello slalom speciale, gareggiò a livello internazionale tra il 1979 e il 1986, vincendo quattro gare di Coppa del Mondo; fece parte, insieme alle compagne di squadra Daniela Zini, Claudia Giordani e Paoletta Magoni, della cosiddetta Valanga rosa.

### Carriera giornalistica
Dopo il ritiro dalle competizioni, ha intrapreso la carriera giornalistica: iscritta all'albo dei professionisti della regione Valle d'Aosta dal 19 settembre 2001, segue gli sport invernali per Il Giornale e varie testate specializzate.

## Vita privata
È madre di Federica Brignone e Davide, entrambi sciatori alpini.

## Palmarès

### Coppa del Mondo
- Miglior piazzamento in classifica generale: 10ª nel 1982
- 15 podi (tutti in slalom speciale)
  - 4 vittorie
  - 6 secondi posti
  - 5 terzi posti

#### Coppa del Mondo - vittorie
| Data             | Località       | Paese          | Specialità |
| ---------------- | -------------- | -------------- | ---------- |
| 27 gennaio 1979  | Mellau         | Austria        | SL         |
| 30 gennaio 1983  | Les Diablerets | Svizzera       | SL         |
| 12 febbraio 1983 | Vysoké Tatry   | Cecoslovacchia | SL         |
| 14 dicembre 1983 | Sestriere      | Italia         | SL         |

Legenda:

SL = slalom speciale

### Campionati italiani
- 7 medaglie[6]:
  - 1 ori (slalom speciale nel 1983)
  - 4 argenti (slalom gigante, combinata nel 1977; slalom gigante nel 1982; slalom speciale nel 1985)
  - 2 bronzi (slalom speciale nel 1977; slalom gigante nel 1978)